# Big Sugar
I Big Sugar sono un gruppo blues-reggae rock canadese formatosi nel 1988, ma attivo dal 1991 al 2004 e poi nuovamente dal 2010.

## Formazione

### Formazione attuale
- Gordie Johnson
- Garry Lowe
- Kelly Hoppe
- Stephane Bodean
- DJ Friendlyness

### Ex componenti
- Terry Wilkins
- Al Cross
- Walter Morgan
- Paul Brennan
- Mojah

## Discografia

### Album
- 1991 – Big Sugar
- 1993 – Five Hundred Pounds
- 1996 – Hemi-Vision
- 1998 – Heated
- 2003 – Hit & Run (raccolta)
- 2001 – Brothers and Sisters, Are You Ready?
- 2011 – Revolution Per Minute
- 2013 – Eliminate Ya! Live (live)
- 2014 – Yard Style
- 2015 – Calling All the Youth

### EP
- 1995 – Dear M.F.
- 1995 – Ride Like Hell
- 1999 – Chauffe à bloc